# Стафансторп
Стафансторп (на шведски: Staffanstorp) е град в южна Швеция, лен Сконе. Главен административен център на едноименната община Стафансторп. Разположен е на около 10 km от брега на Балтийско море. Намира се на около 500 km на югозапад от столицата Стокхолм и на 10 km на североизток от Малмьо. Градът е основан през 1304 г. Има жп гара. Населението на града е 14 808 жители според данни от преброяването през 2010 г.